# Кашмор
Кашмо́р (англ. Kashmor, урду کشمور‎) — город в пакистанской провинции Синд, административный центр одноимённого округа.

## География
Город находится в северо-восточной части Синда, к западу от реки Инд, на расстоянии приблизительно 450 километров к северо-востоку от Карачи, административного центра провинции.
Абсолютная высота — 66 метров над уровнем моря. К северу от Кашмора расположен небольшой одноимённый аэропорт.

## Демография
По данным переписи 1998 года, население составляло 28 108 человек.
Динамика численности населения города по годам:
| 1998   | 2012   |
| ------ | ------ |
| 28 108 | 33 519 |